# Bulguksa
El Bulguksa es un templo budista en Gyeongju, en Corea del Sur, antigua capital del reino de Silla. En este templo se encuentran siete tesoros nacionales de Corea, incluidas las pagodas de Dabotap y Seokgatap, el Cheongun-gyo (puente de la Nube Azul) y dos estatuas de buda de bronce bañado en oro. El templo está considerado una obra maestra del apogeo del budismo en el Reino de Silla. El templo de Bulguska, junto a la gruta de Seokguram, fue declarado Patrimonio de la Humanidad por la Unesco en el año 1995.
El templo es considerado como una obra maestra de la edad de oro del arte budista en el reino de Silla. Actualmente el templo principal del 11.º distrito de la Orden de Jogye del Budismo coreano.
En el tempo se han encontrado algunas de las primeras estampas de madera en el mundo, una versión del sutra de Dharani datada entre 704 y 751. Su texto budista fue impreso en un rollo de papel de morera de 8 cm × 630 cm (3.1 in × 248.0 in). 
El Bulguksa era un pequeño templo que el rey Beopheung de Silla, erigió para rezar por la prosperidad y la paz de su reinado. Actualmente el templo se encuentra en el mismo estado que el año 1251, cuando fue restaurado.

## Historia
Los registros del templo indican que un pequeño templo fue construido en este sitio bajo el rey Beopheung en 528. El Samguk Yusa o Memorabilia de los Tres Reinos registra que el templo actual fue construido bajo el rey Gyeongdeok en 751, comenzado por el primer ministro Kim Daeseong para pacificar los espíritus de sus padres. El edificio fue terminado en 774 por la corte real de Silla, después de la muerte de Gim, y dado su nombre actual Bulguksa (templo de la tierra de Buda).
El templo fue renovado durante la dinastía de Goryeo y la dinastía temprana de Joseon. Durante las guerras de Imjin, los edificios de madera fueron quemados. Después de 1604, la reconstrucción y la extensión de Bulguksa comenzaron, seguido por cerca de 40 renovaciones hasta 1805.
Después de la Segunda Guerra Mundial y la guerra de Corea, una restauración parcial se llevó a cabo en 1966. Sobre una extensa investigación arqueológica, la restauración mayor se llevó a cabo entre 1969 y 1973 por la orden del Presidente Park Chung Hee, llevando Bulguksa a su forma actual. Las estructuras de piedra famosas se conservan de la construcción original de Silla.

## Estructura
El templo está situado en las laderas de Tohamsan, en Jinheon-dong, Gyeongju.
La entrada al templo, Sokgyemun, tiene una escalera de dos secciones y un puente (Tesoro Nacional n.º 23) que conduce al interior del complejo del templo. La escalera es de 33 pasos, que corresponde a los 33 pasos para la iluminación. La parte inferior, Cheongungyo  tiene 6,3 metros de largo y tiene 17 escalones. La parte superior, Baegungyo es de 5,4 metros y tiene 16 escalones. La escalera conduce a Jahamun (Mauve Mist Gate).
Hay dos pagodas en el sitio del templo, que es inusual. El Seokgatap de tres pisos (Pagoda Sakyamuni) que se encuentra a 8,2 metros es una pagoda de piedra tradicional de estilo coreano con líneas simples y detalles mínimos. Seokgatap tiene más de 13 siglos de antigüedad. Dabotap (Many Treasure Pagoda) es de 10,4 metros de altura y dedicado a los muchos tesoros Buda mencionado en el Sutra de loto. En contraste con Seokgatap, Dabotap es conocido por su estructura muy ornamentada. Su imagen se reproduce en la moneda surcoreana de 10 won. Dabotap y Seokgatap son los tesoros nacionales coreanos 20 y 21, respectivamente.
El terrestre y las dos moradas celestes se manifiestan en Bulguksa: el terrestre con un Buda Shakyamuni, el celestial con el Buda Amitabha Avatamska Sutra. El sitio grande del templo se centra en dos cortes. Uno de los tribunales se centra en Daeungjeon, la sala que alberga el Buda Shakyamuni. El otro está centrado en Geungnakjeon, el pasillo del paraíso donde se aloja el puente de siete tesoros Chilbogyo.

## Galería

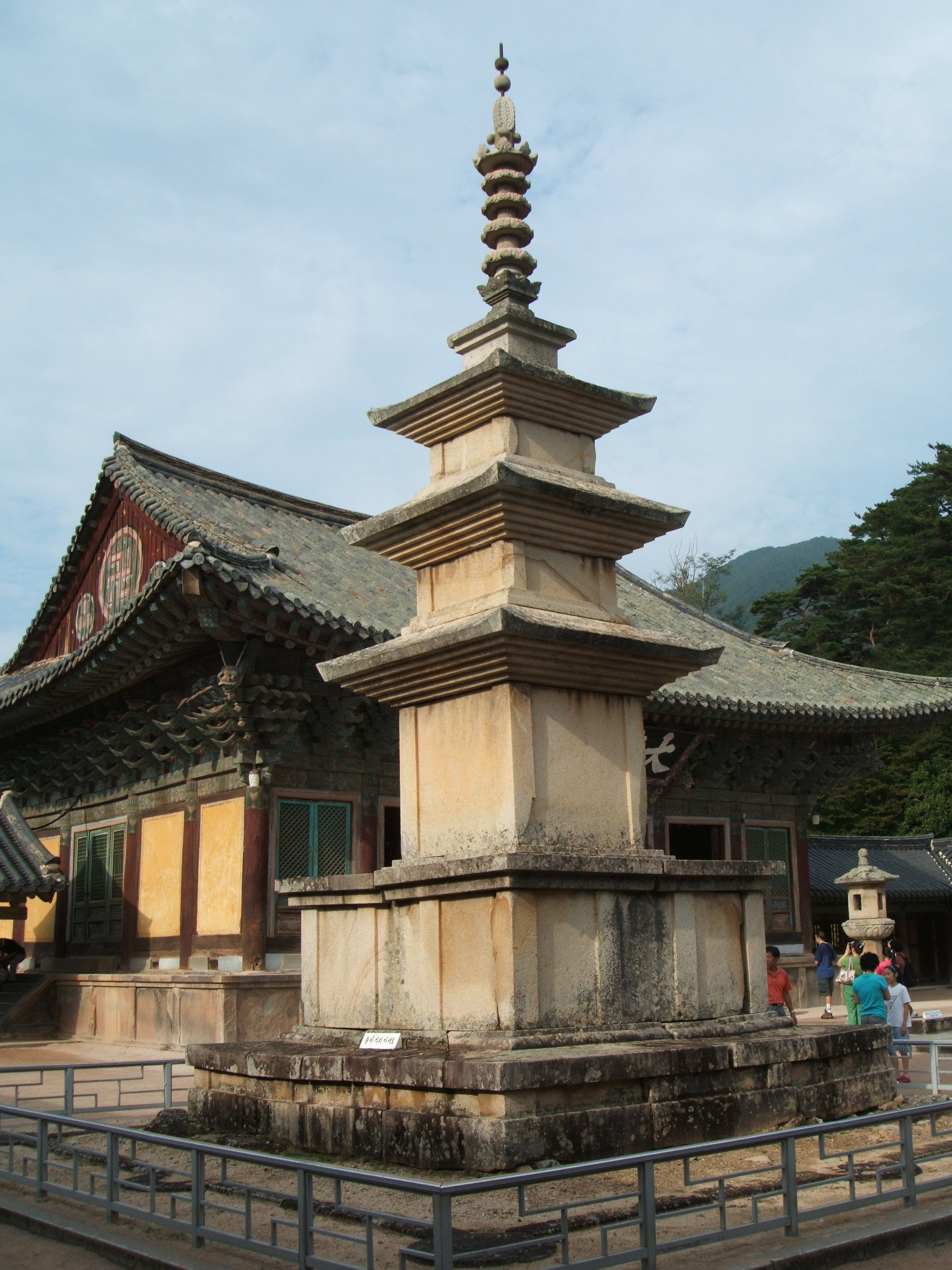
Pagoda de Seokgatap.
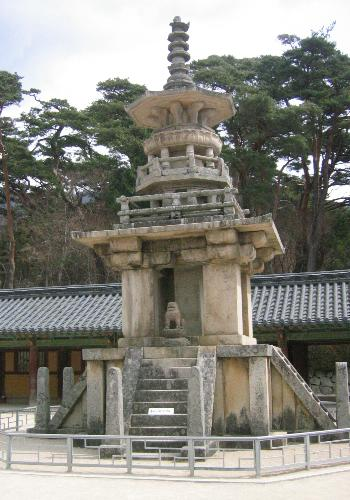
Pagoda de Dabotap.
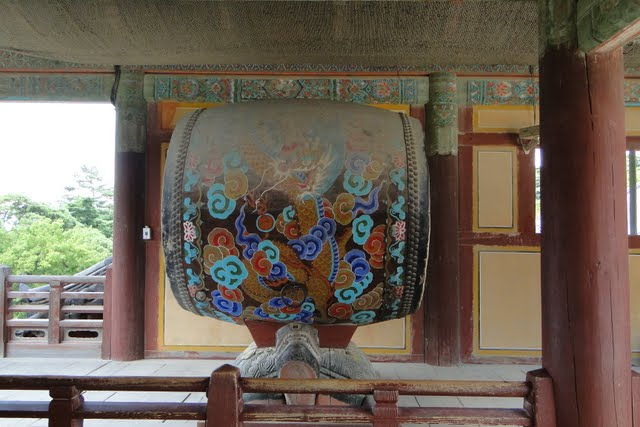
Tambor ritual, vista lateral
Mapa del conjunto de Bulguksa.